# Elapsoidea semiannulata
Elapsoidea semiannulata är en ormart som beskrevs av Bocage 1882. Elapsoidea semiannulata ingår i släktet Elapsoidea och familjen giftsnokar.
Arten förekommer i nästan hela Afrika med undantag av de nordligaste, sydligaste och nordöstligaste (Afrikas horn) delarna. Honor lägger ägg.

## Underarter
Arten delas in i följande underarter:
- E. s. boulengeri
- E. s. moebiusi
- E. s. semiannulata